# Sporophila
A Sporophila a madarak osztályának verébalakúak (Passeriformes) rendjébe és a tangarafélék (Thraupidae) családjába tartozó nem.

## Rendszerezésük
A nemet Jean Cabanis írta le 1844-ben, az alábbi fajok tartoznak ide:
- Sporophila bouvronides
- fehérhomlokú törpepinty (Sporophila lineola)
- Sporophila leucoptera
- Sporophila peruviana
- Tumako-törpepinty (Sporophila telasco)
- Sporophila simplex
- Sporophila castaneiventris
- Sporophila minuta
- Sporophila melanogaster
- narancsszínű törpepinty (Sporophila bouvreuil)
- Sporophila nigrorufa
- Sporophila cinnamomea
- vöröshasú magsármány (Sporophila hypochroma)
- Sporophila pileata
- Sporophila hypoxantha
- mocsári magsármány (Sporophila palustris)
- Sporophila ruficollis
- barnafarkú törpepinty (Sporophila torqueola)
- Sporophila corvina
- Sporophila intermedia
- Sporophila murallae
- amerikai törpepinty (Sporophila americana)
- Sporophila funerea[1] vagy Oryzoborus funereus[2]
- Sporophila angolensis[1] vagy Oryzoborus angolensis[2]
- Sporophila nuttingi[1] vagy Oryzoborus nuttingi[2]
- Sporophila maximiliani[1] vagy Oryzoborus maximiliani[2]
- Sporophila crassirostris[1] vagy Oryzoborus crassirostris[2]
- Sporophila atrirostris[1] vagy Oryzoborus atrirostris[2]
- Sporophila morelleti[1]
- Sporophila fringilloides[1] vagy Dolospingus fringilloides[2]
- Sporophila luctuosa
- Sporophila caerulescens
- kucsmás törpepinty (Sporophila nigricollis)
- Sporophila ardesiaca
- Sporophila schistacea
- őszhomlokú magsármány (Sporophila frontalis)
- horonycsőrű törpepinty (Sporophila falcirostris)
- Sporophila plumbea
- Sporophila beltoni
- feketemellű törpepinty (Sporophila collaris)
- fehértorkú törpepinty (Sporophila albogularis)